# Roshan Seth
Roshan Seth (Patna, 2 de abril de 1942) é um ator britânico nascido na Índia britânica.
No cinema, sua primeira atuação foi em Juggernaut, produção de 1974. Também atuou em Gandhi, Indiana Jones and the Temple of Doom, Passagem para a Índia, My Beautiful Laundrette, Mountains of the Moon, Street Fighter, The Young Indiana Jones Chronicles e City of Tiny Lights.
Em 1998, ganhou o prêmio da "Academy of Canadian Cinema and Television Award" (o Óscar canadense) de melhor ator no filme "Such a Long Journey".